# Provincia di Malaga
La provincia di Malaga (in spagnolo provincia de Málaga) è una provincia della comunità autonoma dell'Andalusia, nella Spagna meridionale.

## Geografia
Confina con le province di Cadice a ovest, di Siviglia a nord-ovest, di Cordova a nord, di Granada a est e con il mar Mediterraneo a sud. La superficie è di 7306 km², la popolazione nel 2003 era di 1 397 925 abitanti. Il capoluogo è Malaga, altri centri importanti sono Marbella e Vélez-Málaga. Fino al 1995 ne faceva parte Melilla.

## Geografia antropica

### Suddivisioni amministrative

#### Comarche
| Comarche | - Antequera con 19 comuni - Axarquía con 31 comuni - Costa del Sol Occidental con 9 comuni - Málaga - Costa del Sol con 1 comune - Serranía de Ronda con 21 comuni - Sierra de las Nieves con 9 comuni - Valle del Guadalhorce con 8 comuni |

#### Partidos judiciales
| Partidos judiciales | 1. Antequera 2. Vélez-Málaga 3. Malaga 4. Ronda 5. Fuengirola 6. Marbella 7. Estepona 8. Torrox 9. Coín 10. Archidona 11. Torremolinos |